# باکس الدر (داکوتای جنوبی)
باکس الدر(به انگلیسی: Box Elder) شهری در ایالت داکوتای جنوبی کشور ایالات متحده آمریکا است که جمعیت آن در سرشماری سال ۲۰۱۰ میلادی، ۷٬۸۰۰ نفر بوده‌است.